# Nath (tytuł)
Nath (dewanagari नाथ, trl.: nāth, trk.: nath) – rzeczownik z języka hindi rodzaju męskiego o znaczeniu Pan. Oprócz takiego tłumaczenia, w tytułach osób duchownych religii dharmicznych stosowany jest w znaczeniach mistrz i obrońca. Używany jest również wobec hinduistycznych bóstw, wtedy można się spotkać z tłumaczeniem bóg. Podobnie spotkać się można z hinduistycznymi miejscami kultu i miejscowościami pielgrzymkowymi tytułowanymi jego z użyciem. W odniesieniu do osoby z tradycji śiwaizmu, może oznaczać przynależność do którejś z sampradai wywodzącej się od mahasiddhów.

## Hinduistyczne tytuły

### Hinduistyczne imionaguru
- Sidh Śri Baba Balak Nathdźi – chłopiec-guru
- Arunagirinathar – południowoindyjski święty urodzony w Tiruvannamalai
- Baba Lokenath Brahmaćari – Loknath to Pan Światów (loka)
- Aćarja Dattatrejanand Nathdźi Maharadź
- Śri Śri 108 Baba Parasmani Nath Mahadew Bhagawan
- Śri Śri 108 Baba Dhuni Nath
- Śri Śri 1008 Baba Moteśwar Nath
- Śri Śri 1008 Śri Rati Nath Dźi Maharaj
- H.H. Goswami Śri 108 Śri Mathureśwardźi Maharadżśri Śri Gowerdhannathdźi
- Mahant Śri Hanuman Nathdźi Maharaj
- Śri Baidź Nathdźi Maharaj
- Śri Ram Nathdźi Maharaj
- Baba Nirmal Nath Bairagi – z parampary Sidh Śri Balak Nathdźi
- Awadhuta Śri Sadguru Lokanath z Uttarakashi w stanie Uttaranchal
- Śri Sita Ram Das Omkar Nath Maharadź z Rishikesh

### Hinduistyczne imiona guru zsapradajnathów
- Mahant Śri Narhari Nath Dźi Maharaj
- Babadźi Śri Śraddha Nathdźi Maharadż
- Śri 1008 Śri Amrit Nathdźi – Założył aśram w Radżastanie
- Śri Baba MastNath Dźi – Natha należący do tradycji Kanphatów

### Dżinijskie imiona guru
- Śri Nemi Nathdźi (22 Tirthankara)
- Bhagawan Śankheśwar Parśwanatha

### Hinduistyczne bóstwa
- Wiśwanath – Wiśweśwara Śiwa z najważniejszej świątyni w Varanasi
- Dźagannath – Bóg Świata z największego mandiru w Puri[2]
- Śrinathdźi = Śri Gowardhana Nathadźi – Kryszna czczony w Nathdwarze w Radżastanie
- Lord Swaminatha – patron Uttara Swami Malai Temple w Delhi
- Pandharināth = Pāndurang  = Vithoba

## Hinduistyczne nazwy

### Hinduistyczne groty
- Bhut Nath Gufa przy aśramie Śri Tat Wale Baba w Rishikesh

### Hinduistyczne świątynie
- Śri Swaminatha Swami Temple – w Delhi
- Muktinath – świątynia Wisznu
- Nrusimhanath Temple – XV w., w stanie Orisa
- Babulnath Mandir – w Bobmaju
- Paśupatinath Temple – najsławniejsza w Katmandu
- Babulnath Mandir – świątynia Śiwy w Bobmaju
- Alakha Nath Temple – w Bareilly
- Pinath Temple – w Kausani w stanie Uttaranchal

### Hinduistyczne miejscowości pielgrzymkowe
- Somnath – południowy Gujrat
- Badrinath
- Kedarnath
- Nathdwara – na północ od Udaipuru